# Isidoro Queimaliños Queimaliños
Isidoro Queimaliños Queimaliños, fallecido en Redondela el 7 de diciembre de 1904, fue un médico, periodista y político de Galicia (España).

## Carrera
Médico de profesión. Fue redactor del Porvenir de Santiago de Compostela y corresponsal de La Integridad de Tui en Redondela. Colaboró en los periódicos locales La Verdad y La Idea. En 1899-1900 fue alcalde de Redondela.
| Predecesor: Manuel Pérez Rivas | Alcalde de Redondela 1899 - 1900 | Sucesor: Manuel Pérez Rivas |